# Строфије
Строфије је у грчкој митологији било име више личности.

## Етимологија
Име Строфије значи „савијена повезача“.

## Митологија
1. Скамандрејев отац.[2]
2. Крисов и Антифатејин син, краљ Фокиде, код кога је доведен Орест како би се спасио од своје мајке. Био је ожењен Агамемноновом сестром Астихијом, Анаксибијом или Киндрагором и имао сина Пилада, који је постао Орестов друг у игри. Имао је и кћерку Астидамију. Прерушени Огист је заварао своју мајку речима да је мртав и да Строфије чува његов пепео у бронзаној урни. Наводно, Строфије је желео да зна да ли да пепео пошаље у Микену или да га остави у Криси. Клитемнестра, Огистова мајка, као и њен љубавник Егист су сада смирени овом вешћу, престали да буду опрезни и Огист их је лако убио. С обзиром да је Строфије учествовао у том убиству, одрекао се улоге Огистовог браниоца када му је суђено због матероубиства.[1]
3. Син Пилада и Електре.[3]

## Биологија
Латинско име ових личности (Strophius) је назив рода паука.